# Mòmfids
Els mòmfids (Momphidae) són una família de lepidòpters ditrisis de la superfamília dels gelequioïdeus (Gelechioidea). Inclou 115 espècies descrites.
La família inclou arnes petites amb una ala de fins a 21 mm. Les ales es mantenen plegades sobre el cos en repòs. Les larves s'alimenten ocultes, ja sigui com minadores de fulles o dins de llavors o tiges.

## Gèneres
| - Anchimompha Clarke, 1965 - Batrachedrodes Zimmerman, 1978 - Desertidacna Sinev, 1988 - Gracilosia Sinev, 1989 - Inflataria Sinev, 1989 - Licmocera Walsingham, 1891 - Mompha Hübner, [1825] - subgenus Anybia - subgenus Cyphophora - subgenus Lophoptilus - subgenus Psacaphora | - Moriloma Busck, 1912 - Palaeomystella T. B. Fletcher, 1940 - Patanotis Meyrick, 1913 - Phalaritica Meyrick, 1913 - Semeteria Sinev, 1989 - Synallagma Engel, 1907 - Zapyrastra Meyrick, 1889 |

## Classificació antiga
Els següents gèneres en formaven part en classificacions més antigues:
- Batrachedropsis (sinònim de Coccidiphila a Cosmopterigidae)
- Bifascia (ara a Cosmopterigidae)
- Coccidiphila (ara a Cosmopterigidae)
- Isorrhoa (ara a Cosmopterigidae)
- Lacciferophaga
- Laverna
- Lienigia
- Tenuipenna (sinònim de Pyroderces a Cosmopterigidae)
- Urodeta (ara a Elachistidae)